# Unidos da São Jorge
Grêmio Recreativo Cultural Escola de Samba Unidos  da São Jorge é uma escola de samba do Guarujá. Fundada em 05 de dezembro de 2001 por um grupo de amigos na rua São Jorge, no bairro de Pae Cara, na cidade litorânea de Guarujá. O que antes era uma "bagunça organizada" entre amigos se tornou uma das principais escolas de samba da região. Desfilava pelas ruas de Vicente de Carvalho, enquanto bloco e  a partir de 2009 participou do Grupo de acesso do Carnaval do Guarujá, quando várias entidades carnavalescas passaram a escolas de samba.
Em 2010 e 2011, desfilou novamente pelo grupo de acesso, sendo vice-campeã nesse último ano.
Já em 2012 a Unidos da São Jorge se sagrou campeã do grupo de acesso, 2013 no grupo especial a São Jorge trouxe à avenida o enredo "De sushi a sashimi... Banzai São Jorge" que falava sobre a cultura japonesa, mas amargurou o rebaixamento ao grupo de acesso. Em 2014, a agremiação trouxe a público os mistérios e beleza do mar, junto com a exaltação ao Acqua Mundo, maior aquário da América Latina situado na cidade Guarujá, porém não conseguiu a classificação para o grupo especial.
No ano de 2015, desfilou sozinha no grupo de acesso, obtendo o título, no entanto, não atingiu a pontuação mínima, de acordo com o regulamento, para obter a ascensão.

## Segmentos

### Presidentes
| Nome                           | Mandato        | Ref.  |
| ------------------------------ | -------------- | ----- |
| Alda Martins Oliveira de Jesus | ? - atualidade | [ 1 ] |

### Presidentes de honra
| Nome                         | Mandato        | Ref.  |
| ---------------------------- | -------------- | ----- |
| José Luis de Jesus "Carroça" | ? - atualidade | [ 1 ] |

### Diretores
| Ano  | Diretor de Carnaval     | Diretor geral de harmonia | Mestre de bateria         | Ref.  |
| ---- | ----------------------- | ------------------------- | ------------------------- | ----- |
| 2012 | Wallace Gama de Andrade |                           | Gabriel, Dinho e Miquimba | [ 1 ] |
| 2016 |                         |                           |                           |       |

### Coreógrafo
| Ano  | Nome           | Ref.  |
| ---- | -------------- | ----- |
| 2012 | Alex e Ronaldo | [ 1 ] |

### Casal de Mestre-sala e Porta-bandeira
| Ano  | Nome                                                                             | Ref.  |
| ---- | -------------------------------------------------------------------------------- | ----- |
| 2012 | Claudinho e Ana (1º casal), Renan e Jennifer(2º casal), Kelly e Wesley(3º casal) | [ 1 ] |

### Rainhas de bateria
| Período | Rainha         | Ref.  |
| ------- | -------------- | ----- |
| 2012    | Kelly Cristina | [ 1 ] |

## Carnavais
| Ano  | Colocação   | Grupo    | Enredo                                                                                   | Carnavalesco | Intérprete | Ref         |
| ---- | ----------- | -------- | ---------------------------------------------------------------------------------------- | --- | ---------- | ----------- |
| 2009 | 4º lugar    | Acesso   | A cigana leu minha mão e disse: Conte a história do meu povo e será campeão do carnaval! | Hélcio Eduardo |            |             |
| 2010 | Vice-campeã | Acesso   | Se eu não Tenho o Brasil que eu Quero, Eu Imagino o Brasil que Mereço!                   | Hélcio Eduardo |            |             |
| 2011 | Vice-campeã | Acesso   | Prevendo o que estava previsto                                                           | Hélcio Eduardo |            |             |
| 2012 | Campeã      | Acesso   | “Com a São Jorge, eu canto e encanto nesse mar de alegria”                               | Comissão de Carnaval Wallace Gama, Carla Machado, Yeda Rodrigues, Marcelo Garça, João Carlos de Andrade e Miolinho |            | [ 6 ] [ 1 ] |
| 2013 | 5º lugar    | Especial | "De sushi a sashimi, Banzai São Jorge"                                                   | Hélcio Eduardo |            |             |
| 2014 | 2º lugar    | Acesso   | "A São Jorge vai fundo e mergulha no universo do Acqua Mundo"                            | Marcelo Garça |            |             |
| 2015 | Campeã      | Acesso   |                                                                                          | |            | [ 5 ]       |